# Ганг Милс (Њујорк)
Ганг Милс (енгл. Gang Mills) насељено је место без административног статуса у америчкој савезној држави Њујорк.

## Демографија
По попису из 2010. године број становника је 4.185, што је 881 (26,7%) становника више него 2000. године.
| Група             | 2000.         | 2010.         |
| Белци             | 2.842 (86,0%) | 3.327 (79,5%) |
| Афроамериканци    | 121 (3,7%)    | 154 (3,7%)    |
| Азијати           | 266 (8,1%)    | 558 (13,3%)   |
| Хиспаноамериканци | 52 (1,6%)     | 75 (1,8%)     |
| Укупно            | 3.304         | 4.185         |